# Bergen 1996
Bergen 1996 es el segundo EP en directo de la banda noruega de black metal Gorgoroth, fue publicado en noviembre de 2007 en formato vinilo por la discográfica Forces of Satan Records limitado a 1000 copias y como CD por Regain Records.
Las canciones fueron grabadas en vivo en Maxime, Bergen, Noruega el 23 de mayo de 1996, con anterioridad lanzado por Malicious Records en 1996 como The Last Tormentor en vinilo 7" rojo limitado a 666 copias.

## Lista de canciones
1. "Revelation of Doom" – 3:18
2. "Ritual" – 3:26

## Miembros
- Infernus - guitarra
- Pest - voz
- Ares - bajo
- Grim - batería